# Умита
Умита (исп. humita, от кечуа humint’a), или тамале (исп. tamale, от науатль: tamalli) — традиционное блюдо индейцев Андийского региона, распространившееся также в Месоамерике. Известно ещё с доиспанских времён и популярно на полосе Андских стран и Центральной Америки от Чили до Мексики. Состоит из теста с кукурузной мукой (так называемая «маса») и других ингредиентов (разные в разных странах, чаще лаймовый сок, лук, реже яйца, масло, сахар, базилик, сыр), завёрнутого в листья кукурузы или бананов, которое затем варят или запекают.
География распространения умит очень широкая, в результате различны и её названия. Слово «умита» происходит из эквадорского диалекта языка кечуа, это название используется в Эквадоре, южной Колумбии, Перу и северной Аргентине, в некоторых районах этих стран также употребляется название «ласти» (lasti). В Венесуэле блюдо известно как «аяка» или «альяка» (hallaca), в Боливии как «сладкие кукурузные пироги», в Мексике и Центральной Америке как «тамале» (множественное число: тамалес).

## В Аргентине

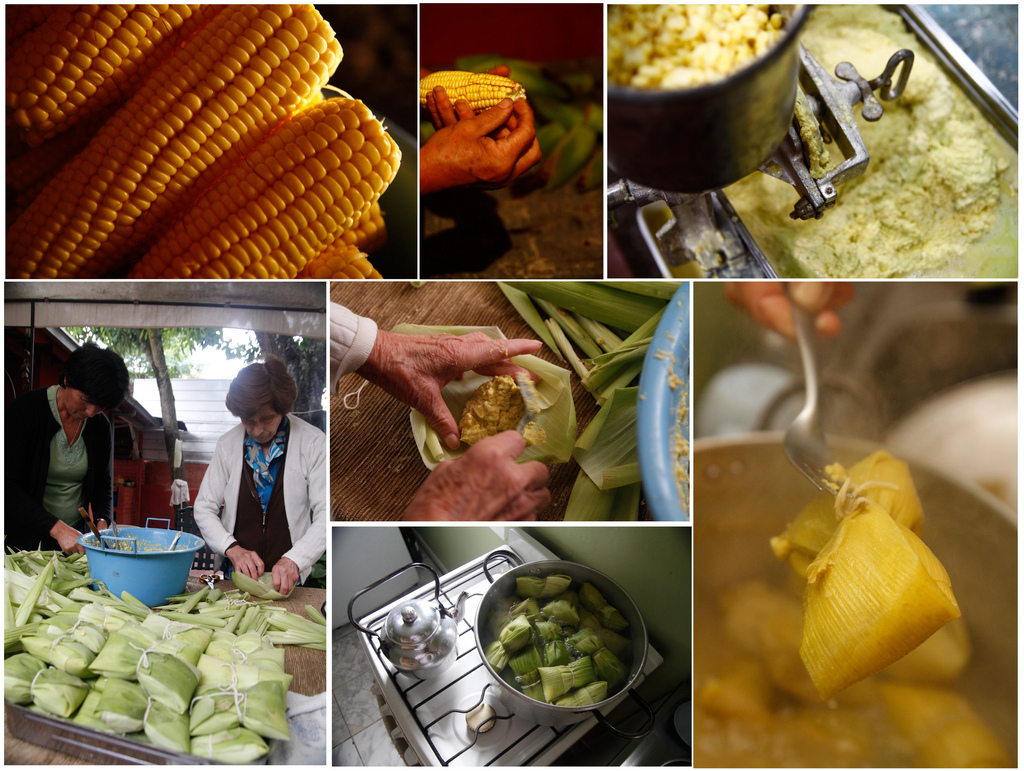

На северо-западе Аргентины умитас готовят из свежей кукурузы, обжаренного лука, тыквы, помидоров и некоторых специй, в зависимости от региона или вкуса. Тесто заворачивают в кукурузную шелуху, варят в большой кастрюле и подают в тарелках. Также в тесто обычно добавляют нарезанный кубиками сыр, обычно queso fresco. Их можно найти в ресторанах и на рынках Тукуманы, Сальты и других провинций севера Аргентины.

## В Чили
Как и в Эквадоре, умитас в Чили готовят из свежей кукурузы, лука, базилика и масла или сала (смальца). Их заворачивают в кукурузную шелуху и запекают или варят. Они могут содержать ají verde (зеленый перец чили). Хумитас удерживают вместе с помощью ниток или шпагата. Их можно сделать пикантными, сладкими или кисло-сладкими, подавать с добавлением сахара, перца чили, соли, помидоров, оливок, паприки и т. д. В Чили умитас восходят к XIX веку.

## В Эквадоре
Эквадорские умитас готовятся из свежемолотой кукурузы с луком, яйцами и специями, которые варьируются от региона к региону, а также по традициям каждой семьи. Тесто заворачивают в кукурузную шелуху, но готовят на пару, а не запекают или варят. Эквадорские умитас также могут содержать сыр. Это блюдо настолько традиционно в Эквадоре, что специально для приготовления умитас разработали специальные горшки. Эквадорские умитас могут быть солёными или сладкими.

## В Перу и Боливии

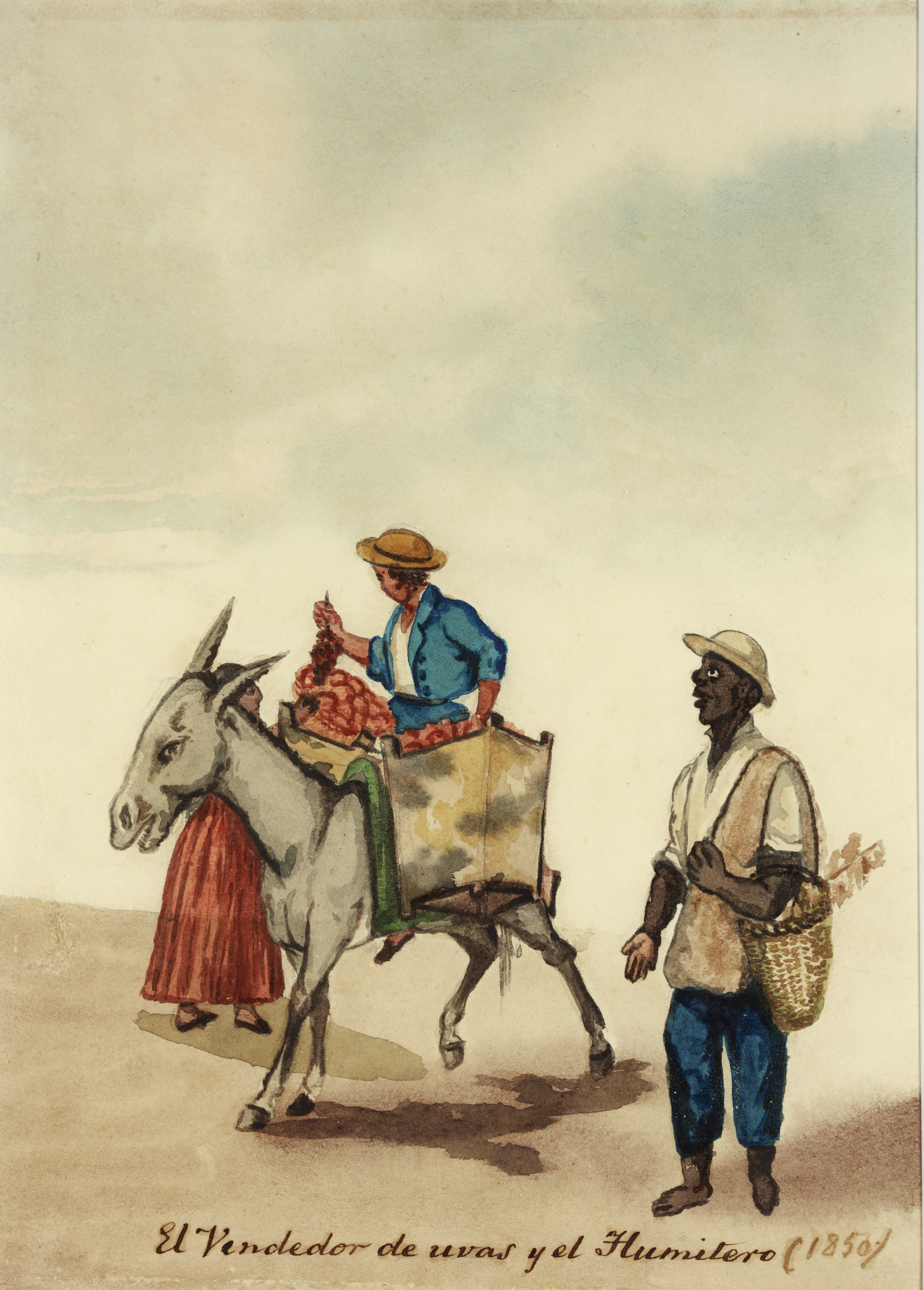
Продавец винограда и Humitero (акварель Панчо Фиерро, 1850)

В центральных Андах умитас готовят из свежей кукурузы в сочетании с салом, солью и queso fresco для пикантного блюда или из свежей кукурузы с салом, сахаром, корицей и изюмом для сладкого блюда. Пикантные умитас также можно приготовить с анисом. Обычно они очень редки в других частях Южной Америки.
Эти умитас готовятся из кукурузы, завернутой в кукурузную шелуху, и могут быть приготовлены в кипящей воде, помещены в печь пачаманка или приготовлены на пару. Их можно завернуть несколькими способами.
Одно из самых ранних упоминаний умита в Перу было написано Инкой Гарсиласо де ла Вега в его «Reales del Inca Comentarios», которые он опубликовал в Лиссабоне в 1609 году. Говоря о умите, он описывает свои собственные воспоминания об употреблении, когда он жил в Перу между 1539 и 1560 годами. Из этого можно сделать вывод, что умитас уже готовились в Перу в это время.